# Abasolo (Nuevo León)
Abasolo è un comune del Messico, situato nello stato di Nuevo León, il cui capoluogo è la località omonima.
Conta 2.639 abitanti (2015) e ha una estensione di 47,45 km². 	 	
Il nome della località ricorda José Mariano Abasolo, eroe dell'indipendenza messicana.